# Victor Engström
Victor Engström, född 25 april 1989, död 1 juli 2013, var en svensk bandyspelare som spelade för Västerås SK som mittfältare eller forward. 
Engström inledde sin bandykarriär i Västerås SK och gjorde sin fjärde säsong i A-truppen 2010. Han spelade också för Sveriges U19-landslag, som vann NM 2007, där han gjorde mål mot Finland.
Engström avled den 1 juli 2013 efter en tids sjukdom (cancer). Han blev 24 år.